# 丁彦雨航
丁彦雨航（1993年8月20日—），新疆克拉玛依人，现CBA上海久事大鯊魚籃球俱樂部篮球运动员，曾效力于NBA達拉斯獨行俠及属下发展联盟球队德克萨斯传奇。其在场上司职小前锋，也可以打得分后卫。在2018年，因种种膝盖与跟腱伤势，丁彦雨航曾有1200天未参加任何比赛。

## 俱乐部生涯
2006年，进入王非篮球学校。
2008年，进入山东高速青年队。
2010年，升入山东高速一队。
2013年，代表山东参加全国运动会。
2017年，在CBA常規賽他場均得到達到24.2分，超過了易建聯（場均24分）成為中國球員得分王。全明星賽他獨得31分當選全明星MVP，最終丁彥雨航以最高票數當選本賽季中國男子籃球職業聯賽常規賽最有價值球員。同年，已经收到了NBA球队達拉斯小牛的邀请，參加夏季联赛。
2018年7月23日，丁彥雨航和達拉斯獨行俠簽下一份訓練營合同。10月遭到獨行俠釋出，前往獨行俠旗下的發展聯盟球隊德克薩斯傳奇。

## 国家队生涯
2013年，入选中国男篮。同年入选中国国奥队，参加2013年亚锦赛资格赛，场均贡献4.3分、1.5个篮板，最终球队获得亚军。参加2013年斯坦科维奇杯，场均2.5分、0.5个篮板，最终球队获得季军。
2014年，参加2014年斯坦科维奇杯，场均1.5分、0.8个篮板，最终球队获得季军。参加2014年亚运会，场均8.7分、1.6个篮板，最终球队获得第5名。
2015年，参加2015年亚锦赛，场均贡献5.8分、3.3个篮板，最终球队获得冠军。
2016年，参加2016年斯坦科维奇杯，场均10.25分、2.75个篮板，最终球队获得殿军。参加2016年里约奥运会，场均4.4分、0.6个篮板，最终球队获得第16名。

## 荣誉

### 国家队荣誉
- 亚锦赛冠军：2015年
- 亚运会冠军：2018年